# Saltos ornamentais no Campeonato Mundial de Esportes Aquáticos de 2023 - Plataforma 10 m sincronizado misto

A competição de saltos ornamentais na categoria plataforma 10 m sincronizado misto no Campeonato Mundial de Esportes Aquáticos de 2023 fora realizada no dia 15 de julho de 2023 no Fukuoka Prefectural Pool em Fukuoka, no Japão. Ao todo, 15 Comitês Olímpicos Nacionais compostos por duplas, totalizando 30 atletas participaram do evento.

## Cronograma
Todos os horários estão na Hora Legal Japonesa (UTC+09).
| Data        | Hora  | Evento |
| ----------- | ----- | ------ |
| 15 de junho | 12:30 | Final  |

## Formato da competição
A competição consiste em uma rodada final. A dupla com melhor pontuação garante a medalha de ouro. 

## Medalhistas
| Ouro                               | Prata                                      | Bronze                               |
| China · Wang Feilong · Zhang Jiaqi | México · Diego Balleza · Viviana del Ángel | Japão · Hiroki Ito · Minami Itahashi |

## Resultados
| Pos. | CON            | Saltadores                                            | Pontuação |
| ---- | -------------- | ----------------------------------------------------- | --------- |
| 1    | China          | Wang Feilong Zhang Jiaqi                              | 339.54    |
| 2    | México         | Diego Balleza Viviana del Ángel                       | 313.44    |
| 3    | Japão          | Hiroki Ito Minami Itahashi                            | 305.34    |
| 4    | Ucrânia        | Kirill Boliukh Kseniya Baylo                          | 295.44    |
| 5    | Canadá         | Nathan Zsombor-Murray Kate Miller                     | 290.43    |
| 6    | Itália         | Eduard Timbretti Gugiu Sarah Jodoin Di Maria          | 278.58    |
| 7    | Porto Rico     | Emanuel Vázquez Maycey Vieta                          | 276.84    |
| 8    | Cuba           | Carlos Ramos Anisley García                           | 262.05    |
| 9    | Coreia do Sul  | Kim Yeong-taek Moon Na-yun                            | 256.50    |
| 10   | Alemanha       | Alexander Lube Pauline Pfeif                          | 256.38    |
| 11   | Estados Unidos | Max Weinrich Kaylee Bishop                            | 256.02    |
| 12   | Malásia        | Jellson Jabillin Nur Eilisha Rania Muhammad Abrar Raj | 251.64    |
| 13   | Macau          | Zhang Hoi Lo Ka Wai                                   | 186.15    |
| 14   | Espanha        | Carlos Camacho Valeria Antolino                       | 249.72    |